# Jalbun
Jalbun, en arabe : جلبون, est un village du gouvernorat de Jénine en Palestine, dans le nord de la Cisjordanie. Il est situé à 13 kilomètres à l'est de Jénine. Selon le recensement du Bureau central palestinien des statistiques, la localité compte une population de 2 813 habitants en 2017.